# Хусейнгулу-хан Шамлы
Хусейнугулу-хан Шамлы (азерб. Hüseynqulu xan Şamlı) — военный и политический деятель Сефевидского государства, горчуе шамшир.

## Биография
Хусейнгулу-хан был одним из младших сыновей Хасан-хана Шамлы. После назначения его старшего брата Аббасгулу-хана на пост губернатора Герата, он заменил его на освободившейся должности горчуе шамшира. 